# Sikirevci
Sikirevci es un municipio de Croacia en el condado de Brod-Posavina.

## Geografía
Se encuentra a una altitud de 84 m s. n. m. a 228 km de la capital nacional, Zagreb.

## Demografía
En el censo 2011 el total de población del municipio fue de 2 476 habitantes, distribuidos en las siguientes localidades:
- Jaruge -  695
- Sikirevci - 1 781

| Gráfica de población de Sikirevci 1857-2011                         |
|                                                                     |
| Según los censos de población de la oficina estadística de Croacia. |